# Novooleksandrivka, Bratske
Novooleksandrivka (în ucraineană Новоолександрівка) este localitatea de reședință a comunei Novooleksandrivka din raionul Bratske, regiunea Mîkolaiiv, Ucraina.

## Demografie
Componența lingvistică a localității Novooleksandrivka
     Ucraineană (90,6%)
     Rusă (6,16%)
     Română (2,43%)
     Alte limbi (0,16%)
Conform recensământului din 2001, majoritatea populației localității Novooleksandrivka era vorbitoare de ucraineană (90,6%), existând în minoritate și vorbitori de rusă (6,16%) și română (2,43%).